# Zielony Lasek (Piecki)
Zielony Lasek (deutsch Grünheide) ist ein kleiner Ort in der polnischen Woiwodschaft Ermland-Masuren und gehört zur Landgemeinde Piecki (deutsch Peitschendorf) im Powiat Mrągowski (Kreis Sensburg).

## Geographische Lage
Zielony Lasek liegt an der Kruttinna (polnisch Krutynia) in der südlichen Mitte der Woiwodschaft Ermland-Masuren, 23 Kilometer südöstlich der Kreisstadt Mrągowo (deutsch Sensburg).

## Geschichte
Der kleine Ort Grünheide wurde 1785 als königliche Papiermühle mit einer Feuerstelle, 1839 dann als Erbpachtmühle mit ebenfalls einer Feuerstelle erwähnt. 1874 wurde der Ort in den Amtsbezirk Kruttinnen (auch: Cruttinnen, polnisch Krutyń) im Kreis Sensburg in der preußischen Provinz Ostpreußen eingegliedert. Am 30. September 1928 wurde er in die Nachbargemeinde Kruttinnerofen (auch: Cruttinnerofen, polnisch Krutyński Piecek) integriert.
Als 1945 das gesamte südliche Ostpreußen in Kriegsfolge an Polen überstellt wurde, war auch Grünheide davon betroffen. Es erhielt die polnische Namensform „Zielony Lasek“ und ist heute – angegliedert an das Dorf Krutyński Piecek – eine Ortschaft innerhalb der Landgemeinde Piecki (Peitschendorf) im Powiat Mrągowski (Kreis Sensburg), bis 1998 der Woiwodschaft Olsztyn, seither der Woiwodschaft Ermland-Masuren zugehörig.

### Einwohnerzahlen
| Jahr | Anzahl |
| ---- | ------ |
| 1818 | 59     |
| 1867 | 67     |
| 1885 | 43     |
| 1905 | 6      |
| 1910 | 10     |

## Kirche
Bis 1945 war Grünheide in die evangelische Kirche Alt Ukta in der Kirchenprovinz Ostpreußen der Kirche der Altpreußischen Union sowie in die katholische Kirche St. Adalbert in Sensburg im damaligen Bistum Ermland eingepfarrt.
Heute gehört Zielony Lasek zur evangelischen Kirchengemeinde Ukta, einer Filialgemeinde der Pfarrei Mikołajki in der Diözese Masuren der Evangelisch-Augsburgischen Kirche in Polen, außerdem zur katholischen Pfarrei Ukta im jetzigen Erzbistum Ermland in der polnischen katholischen Kirche.

## Sport
Zielony Lasek ist aufgrund seiner Lage an der Krutynia (Kruttinna) ein Ziel für Kanusportler, bietet der Fluss doch nahezu einhundert Kilometer Kanustrecke.

## Verkehr
Zielony Lasek liegt an einer Nebenstraße, die die Landesstraße 58 über Krutyń (Kruttinnen) mit der Woiwodschaftsstraße 610 verbindet. Eine Bahnanbindung gibt es nicht.